# 16 Cassiopeiae
16 Cassiopeiae är en blåvit stjärna i huvudserien i stjärnbilden Cassiopeja. Stjärnan har visuell magnitud +6,47 och är därför nätt och jämnt synlig vid god seeing. 16 Cas befinner sig på ett avstånd av ungefär 620 ljusår.